# 140-мм морское орудие Тип 3
140-мм/50 орудие Тип 3 — японское морское орудие 1920-х-1940-х годов. Обозначение связано с годом разработки (1914 год н. э. соответствует 3 году периода Тайсё).

## Описание

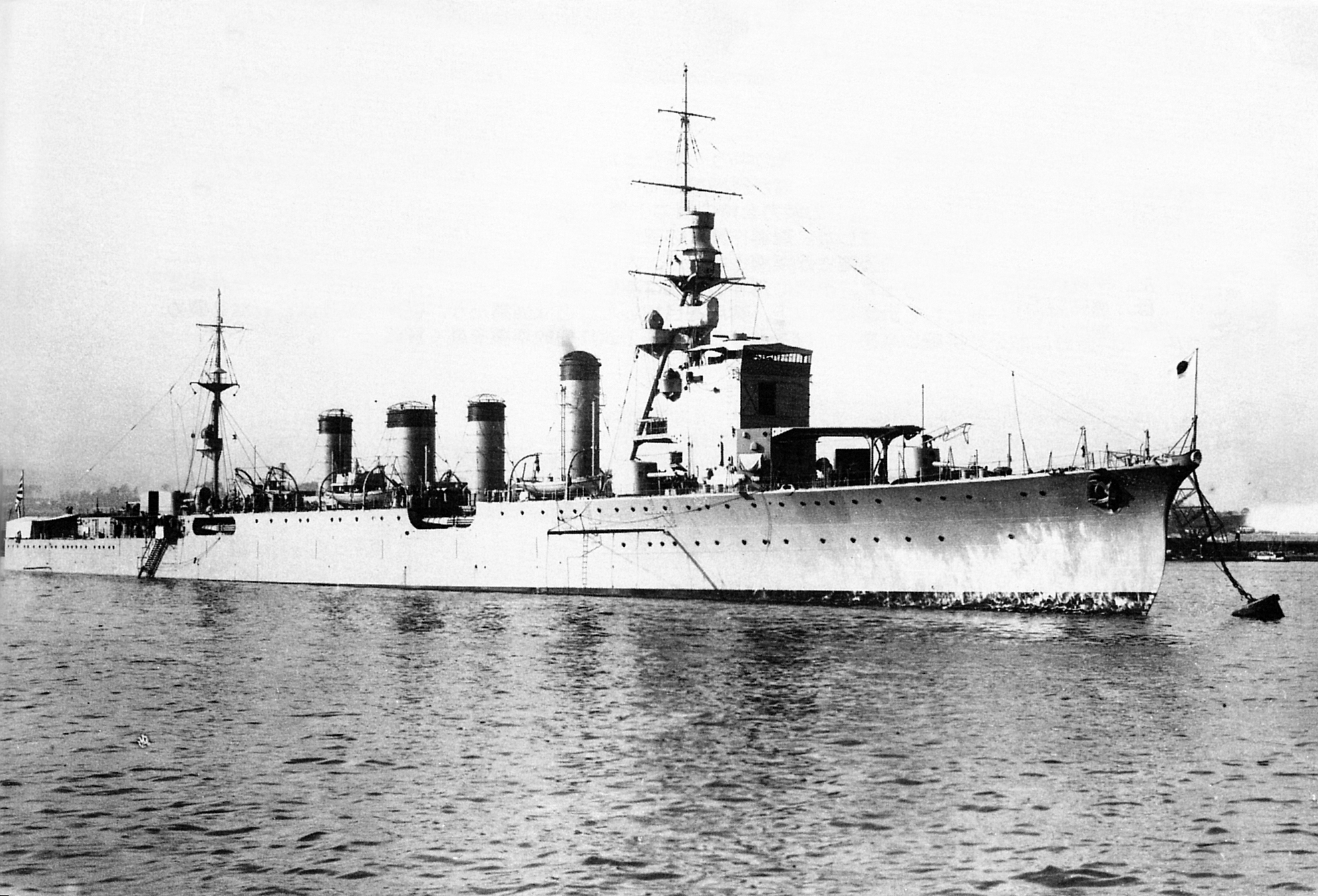
Лёгкий крейсер «Нака» в 1925 году. Хорошо видны палубные щитовые установки 140-мм орудий.

Разработка 140-мм орудия с длиной ствола 50 калибров началась в Японии перед Первой Мировой в качестве замены орудиям 152-мм/40 и 152-мм/45 конструкции Армстронга (Тип 41), а также 152-мм/50 Виккерса, 45-кг снаряды которых были слишком тяжёлыми для японской обслуги (в частности, на орудии 152-мм/40 вместо проектных 12 в/м достигалось лишь 4 в/м). Кроме того, 152-мм орудия были слишком громоздкими для уже построенных на тот момент японских лёгких крейсеров.
Орудие было принято на вооружение в апреле 1914 года, производство началось в 1916 году, первые из них были установлены на линейном корабле «Исэ», вошедших в строй в 1917 году. Установку к нему спроектировал инженер Хада из Арсенала в Куре.
В октябре 1918 года на вооружение поступил улучшенный образец, известный как «тип 3». Орудие имело следующие характеристики: калибр 140-мм, общая длина ствола с замком 5968 мм, число нарезов 42, начальная скорость снаряда 855 м в сек, максимальная дальность стрельбы при угле возвышения 35° 19 750 м, живучесть ствола 500—600 выстрелов. Давление пороховых газов 2910 кГ/см², скорострельность 7-10 выстрелов в минуту, угол возвышения 35°, угол снижения 7°, масса снаряда 38 кг.
Тип 3 продолжала находиться на вооружении Императорского флота Японии вплоть до конца Второй Мировой.
До наших дней дошла одна одноорудийная установка, которая была снята с затонувшего линкора «Муцу» и находится сейчас в музее «Ямато» в Курэ.

## Установки на кораблях
Одиночные установки типа A с полукруглым щитом для размещения в казематах:
Линейные корабли типа «Исэ» — 20 (16 после модернизации);
Линейные корабли типа «Нагато» — 20 (18 после модернизации);
Линейные корабли типа «Тоса» — 20 (по проекту, на достроенном как авианосец «Кага» они не использовались);
Линейные корабли типа «Кии» — 16 или 20 (по проекту, корабли этого типа не закладывались);
Линейные крейсера типа «Амаги» — 16 (по проекту, на достроенном как авианосец «Акаги» они не использовались);
Одиночные палубные установки типа A с коробчатым щитом:
Лёгкие крейсера типа «Тэнрю» — 4;
Лёгкие крейсера типа «Кума» — 7;
Лёгкие крейсера типа «Нагара» — 7;
Лёгкие крейсера типа «Сэндай» — 7;
Авианосец «Хосё» — 4 (до модернизации);
Спаренные палубные установки типа B:
Минный заградитель «Окиносима» — 2;
Плавбаза «Дзингей» — 2;
Гидроавианосец «Ниссин» — 3;
На лёгкий крейсер «Юбари» устанавливались 2 одиночные и 2 спаренные башнеподобные установки, на лёгкие крейсера типа «Катори» 2 подобные спаренные установки, а на крейсера типа «Нин-Хай» 3.

## Боеприпасы
Все 140-мм орудия Тип 3 комплектовались выстрелами раздельного заряжания. Основной заряд представлял собой шёлковый картуз с бездымным порохом массой 10,97 кг (37DC) или 10,33 кг (40C и 50C). Также существовали уменьшенные заряды 35C2, 40С2 и 50С2, а также лёгкие 20C2, 20C3, 20T2 и 35C2.
| Снаряд                        | Длина   | Масса снаряда | Масса заряда | Взрыватель                           | Год принятия на вооружение |
| ----------------------------- | ------- | ------------- | ------------ | ------------------------------------ | -------------------------- |
| Полубронебойный               | 55,0 см | 38,0 кг       | 2,0 кг       | Тип 3 № 1 Тип 13 № 1                 | 1916                       |
| Учебный                       | 55,0 см | 38,0 кг       | -            | -                                    | 1919                       |
| Осветительный                 | 55,0 см | ?             | 1,62 кг      | Двойного действия, на 30 и 50 секунд | 1926                       |
| Фугасный № 4                  | 55,0 см | 38,0 кг       | 2,86 кг      | Тип 88                               | 1929                       |
| Полубронебойные моделей 1 и 2 | 55,0 см | 38,0 кг       | 2,0 кг       | Тип 13 № 1                           | 1934                       |
| Осветительный с парашютом     | 55,0 см | ?             | 1,78 кг      | Тип 91 Модель 1 на 55 секунд         | 1938                       |
| Фугасный Тип 0                | 55,0 см | 38,0 кг       | 2,86 кг      | Тип 91 Модель 1                      | 1940                       |
| Фугасный Тип 2                | 55,0 см | 38,0 кг       | 2,6 кг       | Тип 13 № 1                           | 1942                       |
| Зажигательный                 | ?       | ?             | ?            | Тип 91 Модель 1                      | 1941-1942                  |
| Ныряющий                      | 57,3 см | 42,0 кг       | 2,86 кг      | ?                                    | 1943                       |

Фугасные и полубронебойные снаряды оснащались боевой частью из тринитрофенола (шимозы), зажигательный-зарядом на основе термита.

## Аналоги
США 127-мм/51 Mk.15
 Российская империя 130-мм/55 образца 1913 года
 Великобритания 140-мм/50 BL Mk.I, 5,25" QF Mark I
 Германия 149 мм/45 SK
 Франция 138,6 мм/40 Model 1923, 138,6 mm/40 Model 1927
 Италия 135 mm/45 OTO/Ansaldo